# 栃栗毛

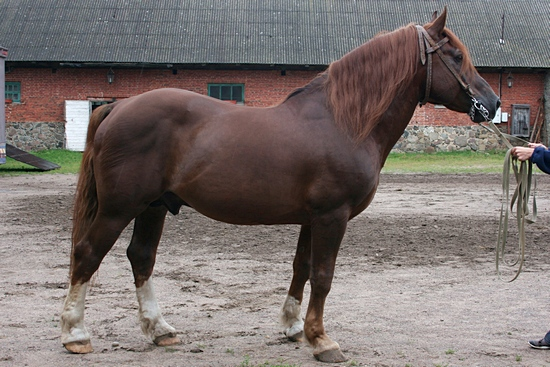
栃栗毛の馬

栃栗毛（とちくりげ、英: Liver chestnut/Dark chestnut）は、馬の毛色のひとつ。栗毛に似ているがより暗く、全身の赤褐色が特徴の毛色である。

## 特徴
非常に多量のフェオメラニンによる黄褐色〜赤褐色の毛色である。焦茶色まで暗くなることもあるが、エウメラニンは少量しか含んでおらず、黒くはならない。体の部位による体色の差は少なく、色はほぼ一様。ただし、長毛は明るい色から暗い色まで様々である。
鹿毛や、場合によっては黒鹿毛、青鹿毛と混同されることもあるが、四肢と他の部位で黒さに差が無いことから区別することができる。
現在のところ、栃栗毛を発現する遺伝子や外的要因は特定されていない。判明している毛色関連遺伝子は、栗毛と同じである。